# Унтрисептий
Унтрисептий (лат. Untriseptium) — временное систематическое название гипотетического химического элемента периодической таблицы Менделеева, неофициально известного как фейнманиум. Его атомный номер 137, а символ — Uts. Так как элемент не был получен, о его существовании доподлинно неизвестно.
Основываясь на релятивистском уравнении Дирака американский физик Ричард Фейнман предположил, что элемент с атомным номером больше 137 не сможет существовать. Такие выводы он сделал на том основании, что уравнение Дирака предсказывает, что энергия основного состояния электрона на самой нижней электронной орбитали в таком атоме будет мнимым числом. Согласно этому аргументу, нейтральные атомы не могут существовать за пределами атомного номера 137, и поэтому периодическая таблица элементов, основанная на электронных орбиталях, в этой точке неприменима. Более поздние расчёты показывают, что конец периодической таблицы находится в районе 173 элемента.
В нерелятивистской модели Бора для электрона на 1s орбитали в атоме с номером больше 137 требуется двигаться со скоростью больше скорости света  . Однако теория Бора не учитывает релятивистские эффекты, возникающие в атомах тяжелее водорода.
Предположительная атомная масса — 377. Фейнманиум относится к суперактиноидам и предположительно имеет электронную конфигурацию [Og] 5g116f48s28p. Возможно он является частью гипотетического острова стабильности.